# Switlodarsk
Switlodarsk (ukrainisch Світлодарськ; russisch Светлодарск/Swetlodarsk) ist eine Stadt in der Oblast Donezk im Osten der Ukraine mit etwa 12.000 Einwohnern.

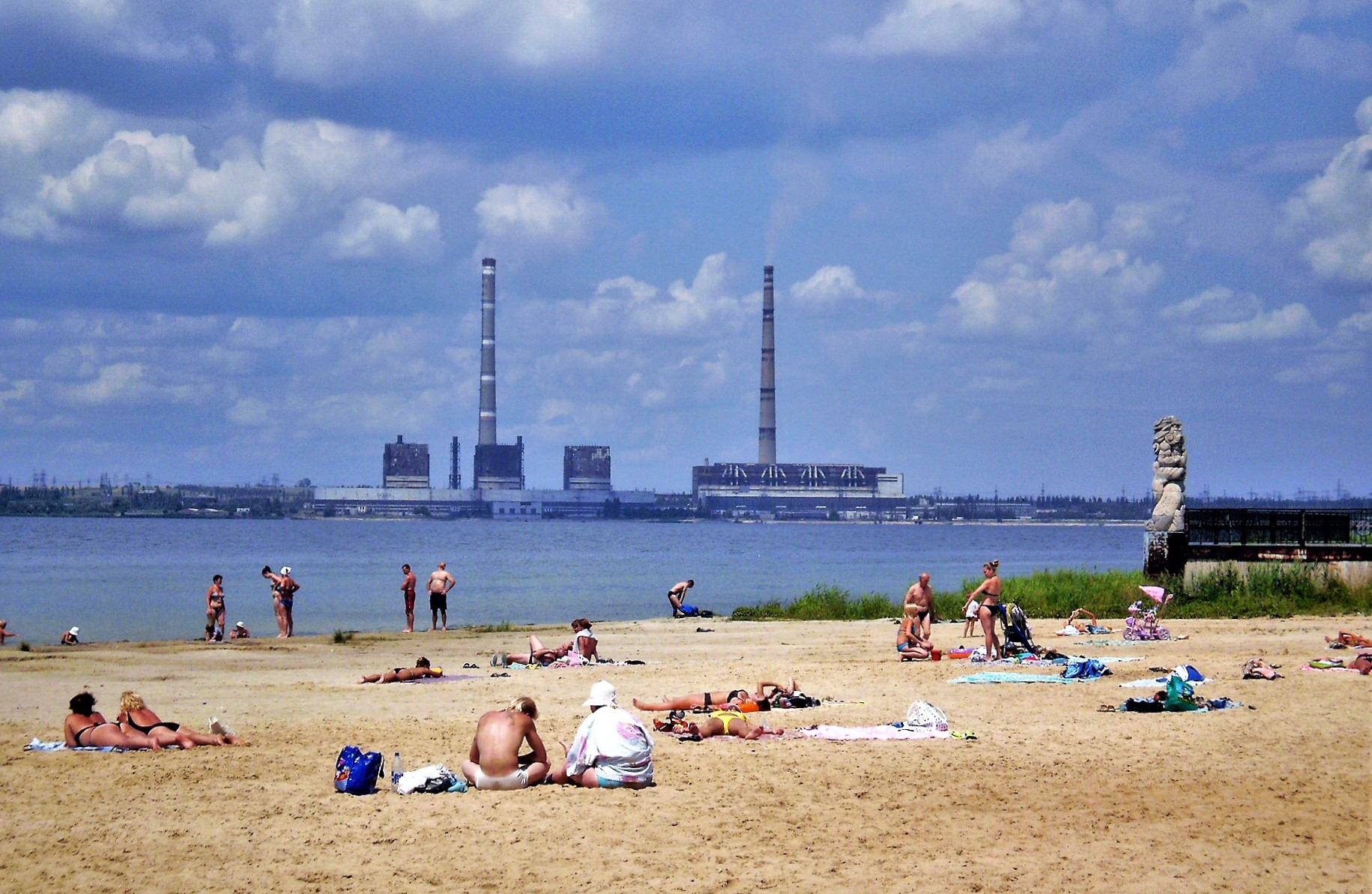
Blick auf das Kraftwerk im Ort vom Ufer des Stausees aus gesehen

Switlodarsk liegt im mittleren Donezbecken, etwa 24 Kilometer südöstlich vom Rajonszentrum Bachmut, 17 Kilometer von Debalzewe und 58 Kilometer nordwestlich vom Oblastzentrum Donezk am Fluss Luhan bzw. dem Stausee Wuhlehirsk.
Die Stadt wurde 1970 gegründet, sollte als Wohnsiedlung für die Arbeiter des Kraftwerks Wuhlehirsk dienen und trug den Namen Switlodarske (Світлодарське). Am 26. Juni 1992 wurde ihr der Stadtstatus zuerkannt und sie gleichzeitig auf den heutigen Namen umbenannt.
Im Russisch-Ukrainischen Kriegs war die Stadt seit 2015 Frontstadt und durch Einheiten der Ukrainischen Armee gehalten, wurde jedoch zu einer Geisterstadt mit wenigen hundert Einwohnern und 60 Prozent zerstörten Gebäuden. Ende Mai 2022 wurde die Stadt von russischen Streitkräften infolge des Überfalls auf die Ukraine 2022 erobert.

## Verwaltungsgliederung
Am 12. Juni 2020 wurde die Stadt zum Zentrum der neugegründeten Stadtgemeinde Switlodarsk (Світлодарська міська громада/Switlodarska miska hromada). Zu dieser zählen auch die 3 Siedlungen städtischen Typs Luhanske, Myroniwskyj und Sajzewe, die 11 in der untenstehenden Tabelle aufgelisteten Dörfer sowie die 5 Ansiedlungen Dolomitne, Hladossowe, Nowoluhanske, Roty und Trawnewe, bis dahin bildete sie die gleichnamige Stadtratsgemeinde Switlodarsk (Світлодарська міська рада/Switlodarska miska rada) im Südosten des Rajons Bachmut.
Bis zum 20. Mai 2015 gehörte die Stadt verwaltungstechnisch zur Stadt Debalzewe, danach kam sie auf Entscheidung der Werchowna Rada zum Rajon Artemiwsk (jetzt Rajon Bachmut).
Folgende Orte sind neben dem Hauptort Switlodarsk Teil der Gemeinde:
| Name                     | Name             | Name                                    |
| ukrainisch transkribiert | ukrainisch       | russisch                                |
| ------------------------ | ---------------- | --------------------------------------- |
| Datscha                  | Дача             | Дача                                    |
| Dolomitne                | Доломітне        | Доломитное (Dolomitnoje)                |
| Hladossowe               | Гладосове        | Гладосово (Gladossowo)                  |
| Kodema                   | Кодема           | Кодема                                  |
| Krynytschne              | Криничне         | Криничное (Krinitschnoje)               |
| Losowe                   | Лозове           | Лозовое (Losowoje)                      |
| Luhanske                 | Луганське        | Луганское (Luganskoje)                  |
| Mykolajiwka              | Миколаївка       | Николаевка (Nikolajewka)                |
| Mykolajiwka Druha        | Миколаївка Друга | Николаевка Вторая (Nikolajewka Wtoraja) |
| Myroniwka                | Миронівка        | Мироновка (Mironowka)                   |
| Myroniwskyj              | Миронівський     | Мироновский (Mironowski)                |
| Nowoluhanske             | Новолуганське    | Новолуганское (Nowoluganskoje)          |
| Odradiwka                | Одрадівка        | Отрадовка (Otradowka)                   |
| Rossadky                 | Розсадки         | Рассадки (Rassadki)                     |
| Roty                     | Роти             | Роты                                    |
| Sajzewe                  | Зайцеве          | Зайцево (Saizewo)                       |
| Semyhirja                | Семигір'я        | Семигорье (Semigorje)                   |
| Trawnewe                 | Травневе         | Травневое (Trawnewoje)                  |
| Wosdwyschenka            | Воздвиженка      | Воздвиженка (Wosdwischenka)             |